# (5671) Chanal
(5671) Chanal es un asteroide perteneciente al cinturón de asteroides descubierto el 13 de diciembre de 1985 por el equipo del Centro de Investigaciones en Geodinámica y Astrometría desde el Sitio de Observación de Calern, Caussols, Francia.

## Designación y nombre
Designado provisionalmente como 1985 XR. Fue nombrado Chanal en honor de Roger Chanal, astrónomo aficionado francés y amigo de los descubridores. A lo largo de los años, Roger ha construido un observatorio bien equipado y contribuye con el Centro de Planetas Menores. Además de su interés en la astrometría de asteroides, también es el descubridor de V1118 Orionis, temporalmente llamado "objeto de Chanal".

## Características orbitales
Chanal está situado a una distancia media del Sol de 2,641 ua, pudiendo alejarse hasta 2,869 ua y acercarse hasta 2,413 ua. Su excentricidad es 0,086 y la inclinación orbital 3,685 grados. Emplea 1567,89 días en completar una órbita alrededor del Sol.

## Características físicas
La magnitud absoluta de Chanal es 12,6. Tiene 8,159 km de diámetro y su albedo se estima en 0,209. 